# Agathodaimon (mytologie)
Agathodaimon (starořecky: ἀγαθοδαίμων, agathodaímōn) či agathos daemon (ἀγαθός δαίμων, agathós daímōn; ušlechtilý duch) je v řeckém náboženství bůh (daimón). Byli osobními duchy srovnatelní s římskými genii, kteří zajišťovali štěstí, zdraví a moudrost.
Spisy řecké mytologie obsahují o tomto božstvu málo informací (Pausaniás se domníval že se jedná o epiteton boha Dia), prominentní byl v řeckém lidovém náboženství. Bylo zvykem na každém sympoziu nebo formálním banketu pít nebo ulít několik kapek vína a tím ho uctít. Aristofanovo dílo Mír popisuje situaci kdy Hermes vyzývá lidi k připití na počest tohoto božstva.
Je popisován jako společník či partner bohyně Týché.
V umění je zobrazován jako mladý muž s hadem či jako mladý držící v jedné ruce roh hojnosti a mísu a v druhé mák a klas.
V synkretickém období pozdní antiky mohly být Agathodaimoni ztotožněni s egyptskými nositeli bezpečí a štěstí: drahokam s vyrytými magickými znaky a obrazem Serapise s krokodýlem, sluneční lev, Usirova mumie obklopená lvem s hadí hlavou Chnum–Agathodaimon–Aión s Harpokratésem na zadní straně.
Je protikladem Cacodémona.